# Maria Delaperrière
Maria Delaperrière (Maria Korcala-Delaperrière) (ur. 9 maja 1941 w Krakowie) – polska historyk i teoretyk literatury, komparatystka.

## Życiorys
W 1963 ukończyła polonistykę na Uniwersytecie Jagiellońskim. W latach 1963–1965 studiowała tamże filologię romańską, zaś w latach 1966–1969 kontynuowała studia romanistyczne na Université Paris Sorbonne. W 1969 zawarła związek małżeński z Jeanem Delaperrière, profesorem języka i literatury francuskiej. W latach 1970-1973 wraz z mężem wykładali na Uniwersytcie w Jassy. Doktorat obroniła w 1975, zaś tytuł profesora otrzymała w 1985. W latach 1985–2009 kierowała Sekcją Języka Polskiego w INALCO. Mieszka w Paryżu. W 2004 za swoje dokonania naukowe i działania na rzecz kultury polskiej otrzymała Krzyż Kawalerski Orderu Zasługi Rzeczypospolitej Polskiej. W 2016 otrzymała tytuł doktora honoris causa Uniwersytetu Śląskiego. W 2017 otrzymała tytuł doktora honoris causa Uniwersytetu Jagiellońskiego